# Сатир Перипатетик
Сатир (дав.-гр. Σάτυρος; III століття до н. е. ) — давньогрецький письменник та філософ-перипатетик часів еллінізму.

## Життя та творчість
Походив з міста Каллатида (сучасна Румунія). Здобув класичну освіту. Згодом багато подорожував. Долучився до філософської школи перипатетиків (звідси його прізвисько). Потім на запрошення царя Птолемея VI Філометора перебрався до Єгипту. Тут працював до самої смерті в Александрійській бібліотеці.
Сатир є автором «Життєписів», що містили літературні біографії відомих філософів (Біаса, Хілона, Піфагора, Емпедокла, Зенона Елейського, Анаксагора, Сократа, Діогена, Анахарсіса, Стільпона), поетів (Есхіла, Софокла, Евріпіда), красномовців (Демосфена) і державних діячів (сіракузького тирана Діонісія Молодшого, царя Філіппа II Македонського, Алківіада). Приблизно 20 фрагментів відомі нам з цитат у античних авторів — переважно Афінея і Діогена Лаертського.